# 294402 Joeorr
294402 Joeorr è un asteroide della fascia principale. Scoperto nel 2007, presenta un'orbita caratterizzata da un semiasse maggiore pari a 2,2162959 au e da un'eccentricità di 0,1945658, inclinata di 3,23483° rispetto all'eclittica.
L'asteroide è dedicato al mecenate statunitense Joseph Newton Orr.